# Сельва, Сильвестре
Сильвестре Сельва Сакаса (исп. Silvestre Selva Sacasa; 31 декабря 1777 — 31 декабря 1855) — никарагуанский политик, временно исполнявший обязанности главы государства.

## Биография
Родился в 1777 году в Гранаде, был сенатором Законодательной Ассамблеи страны. Когда в 1844 году сальвадорско-гондурасская «Армия защиты мира» под руководством сальвадорского президента, консерватора Малеспина вступила на территорию Никарагуа и осадила Леон, то консерваторы Гранады и Риваса вступили в переговоры с Малеспином и организовали в Масае временное правительство страны, которое возглавил Сильвестре Сельва. Консерваторы не стали оказывать помощь Леону, возглавляемому либералами, и город пал, а стоявший во главе обороны Верховный директор Никарагуа Эмилиано Мадрис был расстрелян захватчиками.
20 января 1845 года Сильвестре Сельва передал полномочия главы исполнительной власти Мануэлю Антонио Блас Саэнсу.